# Tradescantia guatemalensis
Tradescantia guatemalensis är en himmelsblomsväxtart som beskrevs av Charles Baron Clarke och J.D.Sm. Tradescantia guatemalensis ingår i släktet båtblommor, och familjen himmelsblomsväxter. Inga underarter finns listade.

## Bildgalleri

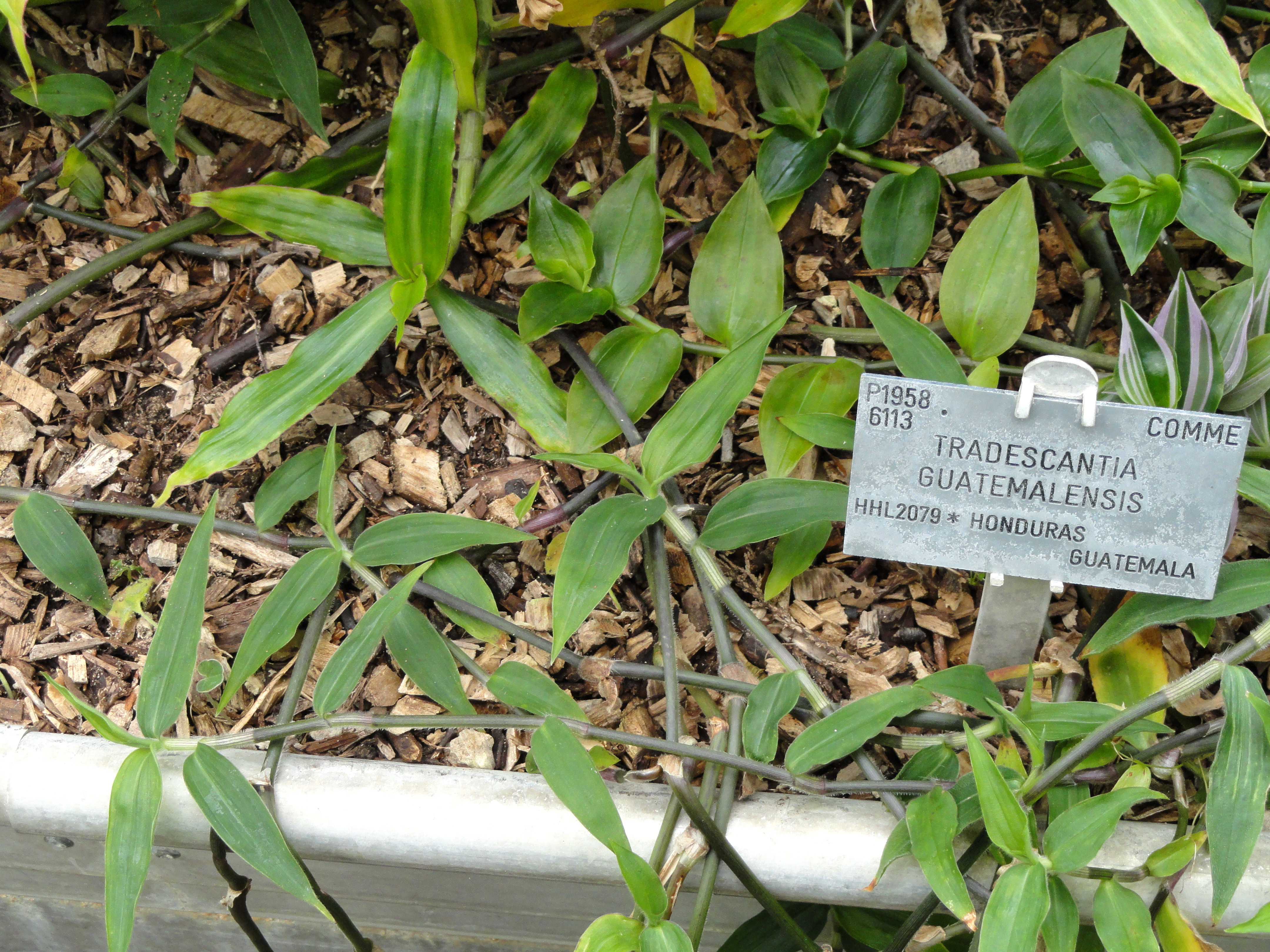